# Saddiq Bey
Saddiq Bey (Charlotte, 9 april 1999) is een Amerikaans basketballer die uitkomt voor de Washington Wizards. Hij speelt als small forward.

## Carrière
Na twee seizoenen in het collegebasketbal voor de Villanova Wildcats stelde hij zich kandidaat voor de NBA Draft 2020. Hij werd als 19e in de eerste ronde gekozen door de Brooklyn Nets. Bey werd kort nadien betrokken in een ruil tussen de Nets, Los Angeles Clippers en de Detroit Pistons waarna Bey op 1 december 2020 een contract tekende bij de Detroit Pistons.
Op 26 december 2020 maakte Bey zijn debuut in de NBA tijdens een wedstrijd van de Pistons tegen de Cleveland Cavaliers. In zijn debuutjaar eindigde Bey 4e in de NBA Rookie of the Year-verkiezing en maakte hij ook deel uit van het NBA All-Rookie First Team. Op 17 maart 2022 scoorde Bey 51 punten in een wedstrijd tegen de Orlando Magic. Tijdens het seizoen 2021-2022 scoorde Bey 211 driepunters, meteen de eerste speler van de Detroit Pistons die meer dan 200 driepunters kon scoren in 1 seizoen. 
In februari 2023 werd Bey geruild naar de Atlanta Hawks in een ruil waarbij ook de Golden State Warriors en de Portland Trail Blazers betrokken waren. Andere spelers in de ruil waren Kevin Knox, James Wiseman, Gary Payton II en meerdere draftpicks. Op 12 juli 2024 tekende Bey als vrije speler bij de Washington Wizards.

## Erelijst
- NBA All-Rookie First Team: 2021

## Statistieken
| Legenda | Legenda                | Legenda | Legenda                 | Legenda | Legenda               |
| ------- | ---------------------- | ------- | ----------------------- | ------- | --------------------- |
| WG      | Wedstrijden gespeeld   | WS      | Wedstrijden als starter | MPW     | Minuten per wedstrijd |
| 2P%     | Twee-punterpercentage  | 3P%     | Drie-punterpercentage   | VW%     | Vrije-worppercentage  |
| RPW     | Rebounds per wedstrijd | APW     | Assists per wedstrijd   | SPW     | Steals per wedstrijd  |
| BPW     | Blocks per wedstrijd   | PPW     | Punten per wedstrijd    | Vet     | Hoogste in carrière   |

### Regulier seizoen
| Seizoen  | Team            | WG  | WS  | MPW  | 2P%  | 3P%  | FW%  | RPW | APW | SPW | BPW | PPW   |
| -------- | --------------- | --- | --- | ---- | ---- | ---- | ---- | --- | --- | --- | --- | ----- |
| 2020/21  | Detroit Pistons | 70  | 53  | 27,3 | 40,4 | 38,0 | 84,4 | 4,5 | 1,4 | 0,7 | 0,2 | 12,2  |
| 2021/22  | Detroit Pistons | 82  | 82  | 33,0 | 39,6 | 34,6 | 82,7 | 5,4 | 2,8 | 0,9 | 0,2 | 16,1  |
| 2022/23  | Detroit Pistons | 52  | 30  | 28,8 | 40,4 | 34,5 | 86,1 | 4,7 | 1,6 | 1,0 | 0,2 | 14,.8 |
| 2022/23  | Atlanta Hawks   | 25  | 7   | 25,1 | 47,0 | 40,0 | 86,2 | 4,8 | 1,4 | 0,8 | 0   | 11,6  |
| 2023/24  | Atlanta Hawks   | 63  | 51  | 32,7 | 41,6 | 31,6 | 83,7 | 6,5 | 1,5 | 0,8 | 0,2 | 13,7  |
| Carrière | Carrière        | 292 | 223 | 30,1 | 40,8 | 35,2 | 84,2 | 5,2 | 1,8 | 0,8 | 0,2 | 14,1  |